# Microspingus trifasciatus
A Microspingus trifasciatus a madarak osztályának verébalakúak (Passeriformes) rendjébe és a tangarafélék (Thraupidae) családjába tartozó faj.

## Rendszerezése
A fajt Wladyslaw Taczanowski lengyel zoológus írta le 1874-ben, a Hemispingus nembe Hemispingus trifasciatus néven. Egyes szervezetek jelenleg is ide sorolják.

## Előfordulása
Az Andok keleti lejtőin, Bolívia és Peru területén honos. Természetes élőhelyei a szubtrópusi és trópusi hegyi erdők. Állandó, nem vonuló faj.

## Megjelenése
Testhossza 13 centiméter, testtömege 12-16 gramm.
|  |

## Természetvédelmi helyzete
Az elterjedési területe nagyon nagy, egyedszáma ugyan csökken, de még nem éri el a kritikus szintet. A Természetvédelmi Világszövetség Vörös listáján nem fenyegetett fajként szerepel.